# Lee Chi Ching
Dans ce nom chinois, le nom de famille, Lee, précède le nom personnel.
Lee Chi Ching (chinois : 李志清 ; pinyin : Lǐ Zhìqīng) ou Li Zhiqing est un auteur de manhuas né en 1963 à Hong Kong en Chine. Principalement dessinateur, il est spécialisé dans l'adaptation d'œuvres historiques et wuxia.

## Biographie
Lee Chi Ching commence l'illustration de bande dessinées et de romans graphiques en 1981.

## Œuvres
- Zhuge Kongming avec Terashima Yu, 13 volumes
- 1991-1999 : Les Trois Royaumes, 10 volumes, adaptation du roman historique l'Histoire des Trois Royaumes (Éditions du temps)
- 1995-2006 : L'Art de la guerre avec Weimin Li, 7 volumes, d'après la vie du général chinois Sun Tzu (Culturecom, Éditions du temps)
- 1998 : She diao ying xiong zhuan, 38 volumes (Culturecom)
- 2004 : Shui Hu Chuan, 16 volumes, adaptation du roman historique Au bord de l'eau (Culturecom)
- 2005 : So Ho kang Ho, 26 volumes (Culturecom)
- 2006 : The Legend of Jingke, 4 volumes (Culturecom)
- 2008 : Kong Zi Lun Yu, 6 volumes (Culturecom)

## Récompenses
- 2007 : Prix international du manga pour L'Art de la guerre[1],[2].